# Limnephilus audeus
Limnephilus audeus là một loài Trichoptera trong họ Limnephilidae. Chúng phân bố ở miền Cổ bắc.